# Ibermática
Ibermática fue una compañía global de servicios en tecnologías de la información y la comunicación (TIC) del mercado español. Creada en el año 1973 con sede en San Sebastián, su actividad se centraba en las siguientes áreas:
- Consultoría TIC
- Servicios e infraestructuras
- Integración de sistemas de información
- Outsourcing
- Implantación de soluciones integradas de gestión empresarial

En agosto de 2022 se anunció su compra por parte de la multinacional tecnológica española Ayesa.
Estaba presente en los principales sectores de actividad (Finanzas, Seguros, Industria, Servicios, Telco & Media, Salud, Utilities y Administración Pública), donde ofrecía soluciones sectoriales específicas. A través de esta amplia oferta de soluciones y servicios avanzados, mejoraba la eficiencia e impulsaba la transformación digital de las organizaciones.
Ibermática adaptaba los proyectos de TI y transformación digital a todos los sectores de actividad, prestando especial atención a los desafíos particulares de cada cliente y adaptándose a sus necesidades, pero sin perder de vista las realidades tecnológicas globales. En este sentido la industria 4.0 y los proyectos de transformación digital son focos claros de especialización. Cloud, Analytics, Movilidad, Ciberseguridad, Blockchain, Hybrid IT, IoT o Bimodal IT son algunas de las tecnologías que pone a disposición de sus clientes para afrontar la nueva era digital.
En 2006 creó el Instituto Ibermática de Innovación (i3B), en el que se desarrollan diversas líneas de investigación que permiten aportar al mercado soluciones innovadoras basadas en el uso de tecnologías de la información.
Ibermática se ha consolidado entre las cinco primeras empresas de servicios de TI de capital español. Según los rankings elaborados por los medios de comunicación más importantes de este ámbito, en 2008 ocupaba la cuarta posición.

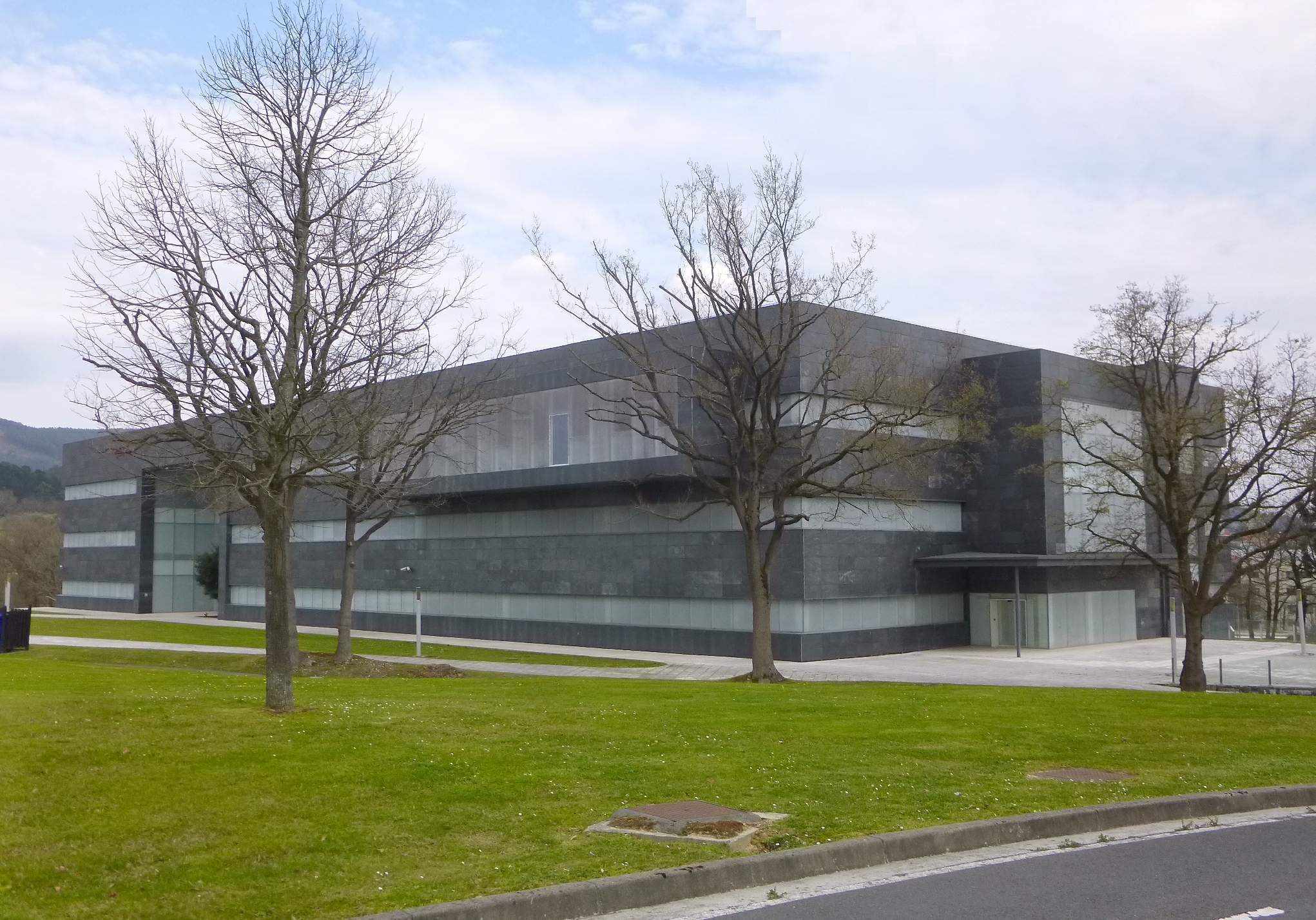
Instalaciones de Ibermática en el Parque Científico y Tecnológico de Vizcaya (Derio, Vizcaya)

En octubre de 2013, ProA Capital compró el 55% de la empresa. En la misma operación Kutxabank redujo su porcentaje de participación, entró el Equipo Directivo de la empresa y salieron CaixaBank, Banco Sabadell y Caja3.
El 11 de diciembre de 2013 José Luis Larrea dejó el cargo de presidente de la empresa.
El 17 de diciembre de 2013, el consejo de administración de la empresa nombró presidente a Fernando Martínez-Jorcano, cuyo cargo no será ejecutivo ni retribuido.
Entre sus hitos, Ibermática cuenta con el mayor contrato de externalización integral de servicios informáticos del mercado español. El acuerdo con la ONCE comenzó a materializarse en 2001 y se ha seguido renovando periódicamente, extendiéndose al conjunto de compañías que conforman el grupo.
De hecho, según el prestigioso estudio anual sobre outsourcing TI elaborado por las consultoras Whitelane Research y Quint Wellington Redwood, desde que empezó a hacerse el estudio en 2014, las empresas siempre han situado a Ibermática en la cabeza de las firmas de externalización de servicios TI.
En 2014 amplió su presencia internacional con una nueva sede en Estados Unidos, sumando 25 centros operativos repartidos también en los mercados de España, Portugal, Andorra, Argentina, Brasil, Chile, Colombia, México y Perú.
El 28 de julio de 2016, el consejo de administración nombra a Guillermo Ulacia como nuevo presidente de la compañía.
El 9 de junio de 2017 se anunció que a partir del 1 de julio el nuevo director general sería Juan Ignacio Sanz en sustitución de Joseba Ruíz de Alegría que llevaba 15 años en el cargo. Este último seguirá siendo asesor de la empresa.
El 2 de noviembre de 2017 se anunció el nombramiento de Juan Ignacio Sanz como Consejero Delegado de la compañía, cargo que compatibilizará con el de director general.
El 12 de abril de 2018 se anunció que en marzo se había realizado la adquisición de la empresa IDS industrial, especializada en la automatización e informatización de plantas y procesos industriales.
En septiembre de 2018 entra a formar parte de las '100 Mejores empresas para trabajar en España', listado en el que aún continúa. Este hito se consolida con la entrada también el ranking Forbes de las '50 mejores empresas para trabajar en España'.
El 5 de marzo de 2020 se anuncia la compra de ITS Security, para reforzar su área de Ciberseguridad, y el 5 de octubre de 2021 la adquisición de El Arte de Medir, para reforzar su propuesta de valor al mercado en analítica e inteligencia artificial .
A finales de 2021 lanza a nivel interno una pionera iniciativa por el que todos sus profesionales pueden elegir “a la carta” su manera de trabajar. Pueden acudir a la oficina los días que prefieran de la semana, entre cero y cinco, para garantizar la conciliación familiar y laboral, la seguridad y la salud, en plena pandemia sanitaria, a la hora de desempeñar sus funciones. 
En agosto de 2022 se anunció su compra por parte de la multinacional tecnológica española Ayesa.

## El logo de Ibermática a lo largo de la historia

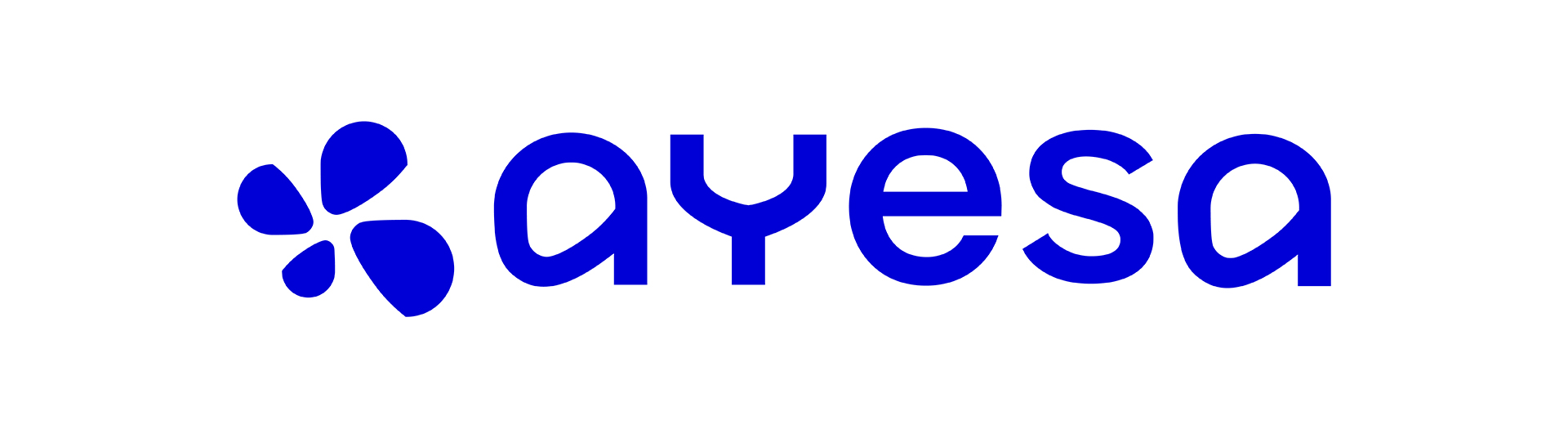
2024

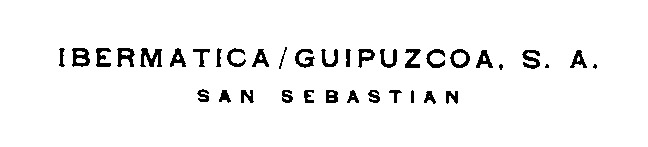
1973
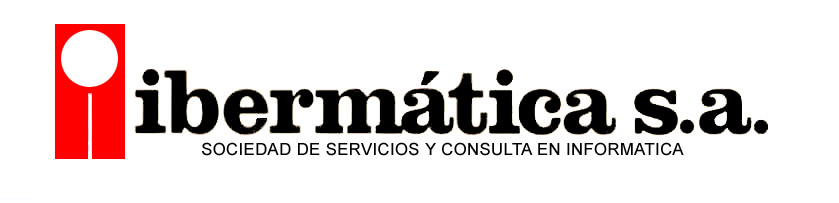
1982
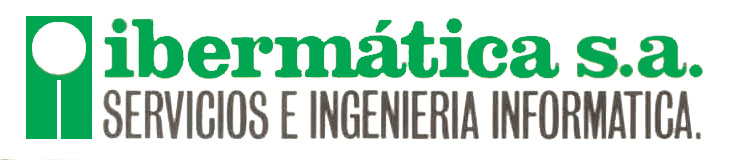
1985
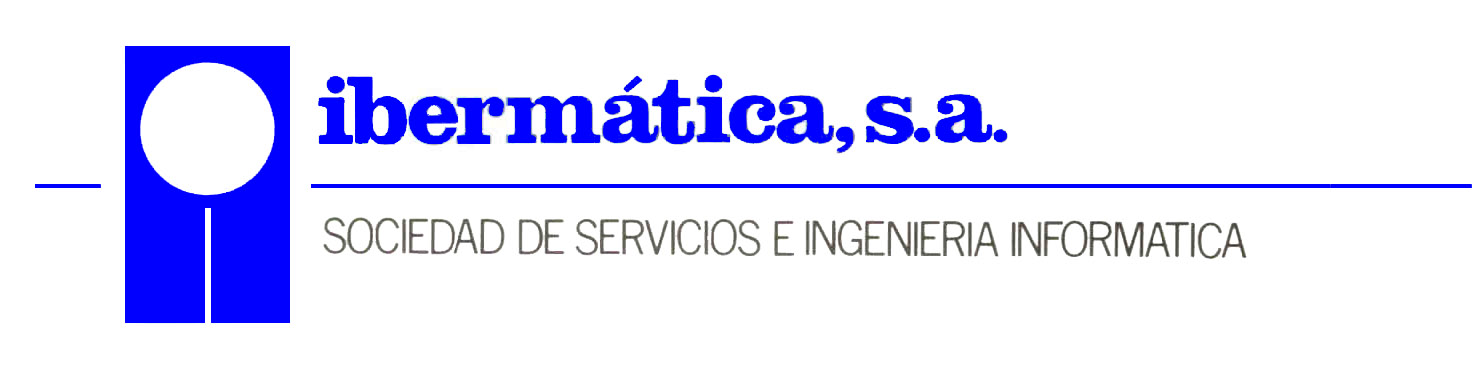
1986
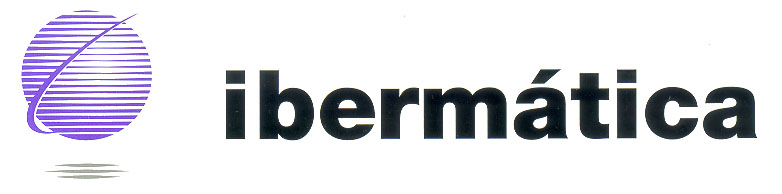
1992
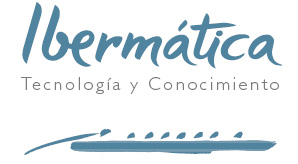
2000
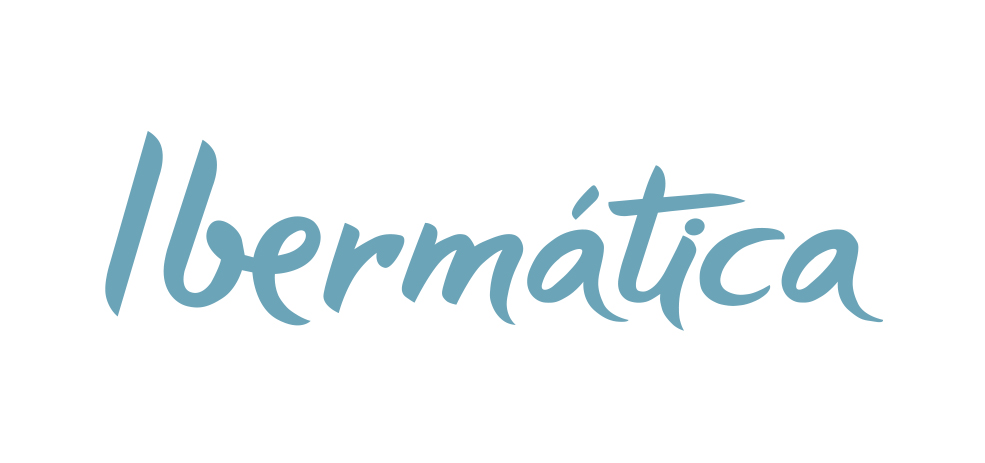
2015
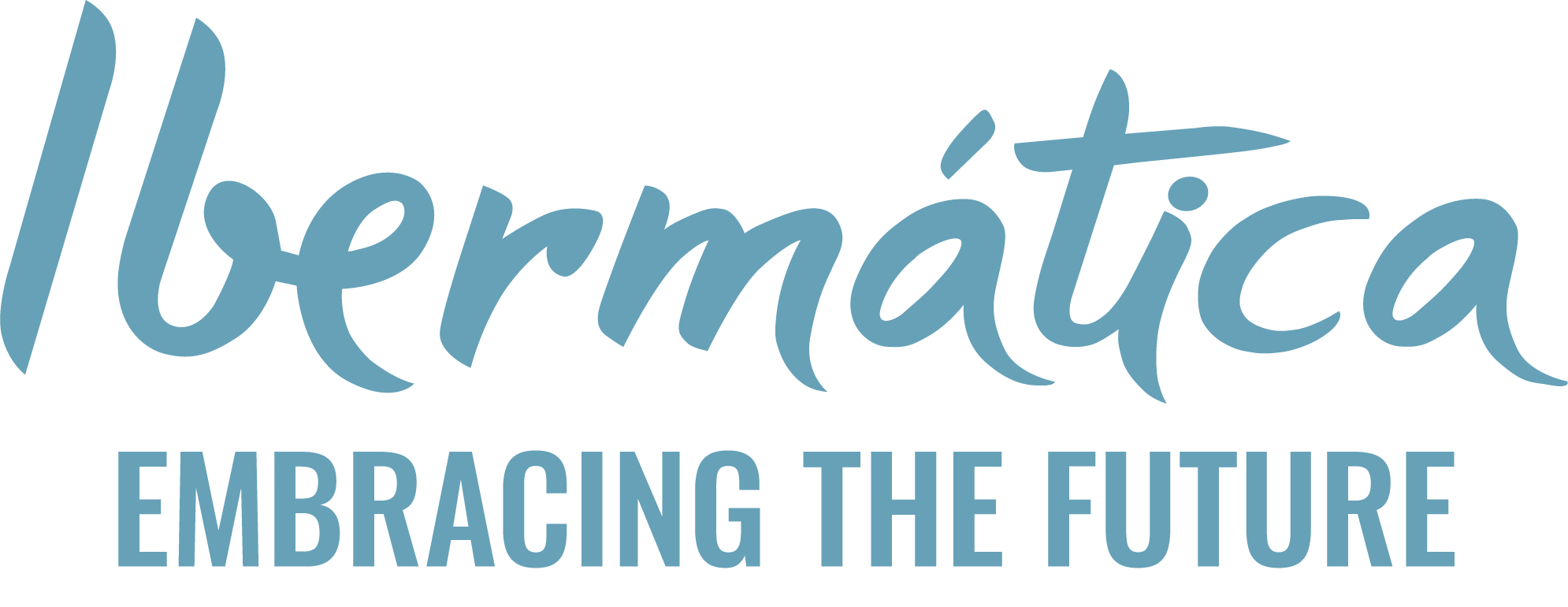
2021
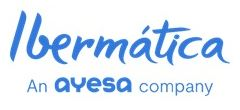
2023

- 2024

## Accionistas
Los accionistas de Ibermática son los siguientes:
| Accionista | Porcentaje |
| ---------- | ---------- |
| Ayesa      | 100%       |